# Liste der Nummer-eins-Hits in der Slowakei (2025)
Dies ist eine Liste der Nummer-eins-Hits in der Slowakei im Jahr 2025. Sie basiert auf den Auswertungen der ČNS IFPI, der Vertretung der tschechischen und slowakischen Musikindustrie. Grundlage sind die Rádio Top 100, die Singles Digitál Top 100 und die Albums Top 100.

## Singles
| ← 2024 ← | Liste der Nummer-eins-Hits in der Slowakei (Rádio Top 100) | Liste der Nummer-eins-Hits in der Slowakei (Rádio Top 100) | Liste der Nummer-eins-Hits in der Slowakei (Rádio Top 100) |                           |
| \| Zeitraum \| Wo. ges. \| Interpret \| Titel Autor(en) \| Zusätzliche Informationen \| \| (Zeitraum, Wochen auf Platz eins, Interpret, Titel, Autor[en], zusätzliche Informationen) \| \| \| \| \| \| ----------------------------------------------------------------------------------------- \| -------- \| ---------------------------------------------------- \| ----------------------------------------------------------------------------------------------------------------------------------------------------------------------------------------------------------------------------------------------------------------------------------------------------------------------------------------- \| ------------------------- \| \| 1.–4. Woche 4 Wochen \| 4 \| Shawn Mendes \| Why Why Why Michael Harris Sabath, Eddie Benjamin, Scott Harris Friedman, Shawn Peter Raul Mendes \| – \| \| 5.–6. Woche 2 Wochen \| 2 \| David Guetta, Alphaville & Ava Max \| Forever Young Hartwig Schierbaum, Bernd Gössling, Frank Sorgatz, Pierre David Guetta, Timofey Reznikov, Michael Ross Pollack, Amanda Renée Ibanez, Jakob Isura Erixson \| – \| \| 7.–13. Woche 7 Wochen \| 7 \| Coldplay with Little Simz, Burna Boy, Elyanna & Tini \| We Pray Davide Rossi, Simbiatu Abisola Abiola Ajikawo, Guy Rupert Berryman, Jonathan Mark Buckland, Shawn Corey Carter, William Elan Champion, Elian Margieh, Christopher Anthony John Martin, Martin Karl Sandberg, Damini Ebunoluwa Ogulu, Mauricio Rengifo, Ilya Salmanzadeh, Martina Alejandra Stoessel Muzlera, Andrés Torres Torres \| – \| \| 14.–21. Woche 8 Wochen \| 8 \| Myles Smith \| Nice to Meet You Daniel Campbell Smith, Philip John Plested, Myles Michael Smith-Thompson, Peter Fenn \| – \| \| 22. Woche 1 Woche \| 1 \| Robin Schulz feat. Cyril & Sam Martin \| World Gone Wild Dale Thomas Peters, Quentin Leo Cook, Joseph Fidler Walsh, Dennis Bierbrodt, Stefan Dabruck, Daniel Deimann, Jürgen Dohr, Guido Kramer, Jesse Leonard Aicher, Samuel Denison Martin, Cyril Martin Riley, Robin Alexander Schulz \| – \| \| 23.–25. Woche 3 Wochen \| 3 \| Shaboozey \| Good News Collins Obinna Chibueze, Sean Cook, Michael Ross Pollack, Samuel Elliot Romans, Nevin Sastry, Jacob Casey Torrey \| – \| \| 26. Woche 1 Woche \| 1 \| Benson Boone \| Sorry I’m Here for Someone Else Jackson Lafrantz Larsen, Benson James Boone, Jason Gregory Evigan \| – \| \| 27.–29. Woche 3 Wochen \| 3 \| David Guetta feat. Sia \| Beautiful People Sia Kate Furler, Mikkel Storleer Eriksen, Tor Erik Hermansen, Timofey Reznikov, Pierre David Guetta \| – \| \| 30.–33. Woche 4 Wochen \| 4 \| Alex Warren \| Ordinary Alexander Warren Hughes, Adam Yaron, Caleb Shapiro, Margaret Elizabeth Chapman \| – \| |                                                            |                                                            | |                           |
| ← 2024 |                                                            |                                                            | |                           |
| Zeitraum | Wo. ges.                                                   | Interpret                                                  | Titel Autor(en) | Zusätzliche Informationen |
| (Zeitraum, Wochen auf Platz eins, Interpret, Titel, Autor[en], zusätzliche Informationen) |                                                            |                                                            | |                           |
| 1.–4. Woche 4 Wochen | 4                                                          | Shawn Mendes                                               | Why Why Why Michael Harris Sabath, Eddie Benjamin, Scott Harris Friedman, Shawn Peter Raul Mendes | –                         |
| 5.–6. Woche 2 Wochen | 2                                                          | David Guetta, Alphaville & Ava Max                         | Forever Young Hartwig Schierbaum, Bernd Gössling, Frank Sorgatz, Pierre David Guetta, Timofey Reznikov, Michael Ross Pollack, Amanda Renée Ibanez, Jakob Isura Erixson | –                         |
| 7.–13. Woche 7 Wochen | 7                                                          | Coldplay with Little Simz, Burna Boy, Elyanna & Tini       | We Pray Davide Rossi, Simbiatu Abisola Abiola Ajikawo, Guy Rupert Berryman, Jonathan Mark Buckland, Shawn Corey Carter, William Elan Champion, Elian Margieh, Christopher Anthony John Martin, Martin Karl Sandberg, Damini Ebunoluwa Ogulu, Mauricio Rengifo, Ilya Salmanzadeh, Martina Alejandra Stoessel Muzlera, Andrés Torres Torres | –                         |
| 14.–21. Woche 8 Wochen | 8                                                          | Myles Smith                                                | Nice to Meet You Daniel Campbell Smith, Philip John Plested, Myles Michael Smith-Thompson, Peter Fenn | –                         |
| 22. Woche 1 Woche | 1                                                          | Robin Schulz feat. Cyril & Sam Martin                      | World Gone Wild Dale Thomas Peters, Quentin Leo Cook, Joseph Fidler Walsh, Dennis Bierbrodt, Stefan Dabruck, Daniel Deimann, Jürgen Dohr, Guido Kramer, Jesse Leonard Aicher, Samuel Denison Martin, Cyril Martin Riley, Robin Alexander Schulz                                                                                           | –                         |
| 23.–25. Woche 3 Wochen | 3                                                          | Shaboozey                                                  | Good News Collins Obinna Chibueze, Sean Cook, Michael Ross Pollack, Samuel Elliot Romans, Nevin Sastry, Jacob Casey Torrey | –                         |
| 26. Woche 1 Woche | 1                                                          | Benson Boone                                               | Sorry I’m Here for Someone Else Jackson Lafrantz Larsen, Benson James Boone, Jason Gregory Evigan | –                         |
| 27.–29. Woche 3 Wochen | 3                                                          | David Guetta feat. Sia                                     | Beautiful People Sia Kate Furler, Mikkel Storleer Eriksen, Tor Erik Hermansen, Timofey Reznikov, Pierre David Guetta | –                         |
| 30.–33. Woche 4 Wochen | 4                                                          | Alex Warren                                                | Ordinary Alexander Warren Hughes, Adam Yaron, Caleb Shapiro, Margaret Elizabeth Chapman | –                         |

| ← 2024 ← | Liste der Nummer-eins-Hits in der Slowakei (Singles Digitál Top 100) | Liste der Nummer-eins-Hits in der Slowakei (Singles Digitál Top 100) | Liste der Nummer-eins-Hits in der Slowakei (Singles Digitál Top 100) | |
| \| Zeitraum \| Wo. ges. \| Interpret \| Titel Autor(en) \| Zusätzliche Informationen \| \| (Zeitraum, Wochen auf Platz eins, Interpret, Titel, Autor[en], zusätzliche Informationen) \| \| \| \| \| \| ----------------------------------------------------------------------------------------- \| -------- \| ------------------------------------------- \| --------------------------------------------------------------------------------------------------------------------------------------------------------------------------------------------- \| ---------------------------------------------------------------------------------------------------------------- \| \| 51. Woche 2024 – 2. Woche 2025 4 Wochen (insgesamt 12) \| 12 \| Calin feat. Sofian Medjmedj \| Pistácie Călin Panfili, David Kopecký, El Mehdi Zeroual, Sofian Medjmedj \| – \| \| 3. Woche 1 Woche \| 1 \| Naughty Boy & Sam Smith \| La La La Al Hakam El Kaubaisy, Jonathan Charles Coffer, Frobisher Solomon Mbabazi, Shahid Khan, Samuel Frederick Smith, James John Napier, James Terence Murray, Mustafa Armando Ibrahim Omer \| – \| \| 4.–9. Woche 6 Wochen (insgesamt 12) \| 12 \| Calin feat. Sofian Medjmedj \| Pistácie Călin Panfili, David Kopecký, El Mehdi Zeroual, Sofian Medjmedj \| – \| \| 10. Woche 1 Woche \| 1 \| Kali feat. Karol Duchoň (prod. Peter Pann) \| Pre vás hrám Original: Ján Štrasser, Peter Hanzely; zusätzlicher Text: Koloman Magyari \| Das Lied Hrám aus den 1970ern von Duchoň bildet 40 Jahre nach seinem Tod die Grundlage dieses Nummer-eins-Hits . \| \| 11. Woche 1 Woche (insgesamt 12) \| 12 \| Calin feat. Sofian Medjmedj \| Pistácie Călin Panfili, David Kopecký, El Mehdi Zeroual, Sofian Medjmedj \| – \| \| 12. Woche 1 Woche \| 1 \| Playboi Carti \| Evil Jordan Jordan Terrell Carter \| – \| \| 13. Woche 1 Woche (insgesamt 12) \| 12 \| Calin feat. Sofian Medjmedj \| Pistácie Călin Panfili, David Kopecký, El Mehdi Zeroual, Sofian Medjmedj \| – \| \| 14.–16. Woche 3 Wochen \| 3 \| Separ \| Aene Adam Dame, Michael Kmeť, Tomáš Lackó \| – \| \| 17.–23. Woche 7 Wochen (insgesamt 15) \| 15 \| Separ feat. French Montana & Peter Pann \| Body to Body Karim Kharbouch, Michael Kmeť, Peter Mako \| – \| \| 24. Woche 1 Woche \| 1 \| Pil C & Luca Brassi10x feat. Karlo & G1nter \| Studené srdce Musik: Martin Kubenka; Text: Lukáš Kajanovič, Luka Mašulovič, Juraj Čaba, G1nter \| – \| \| 25.–32. Woche 8 Wochen (insgesamt 15) \| 15 \| Separ feat. French Montana & Peter Pann \| Body to Body Karim Kharbouch, Michael Kmeť, Peter Mako \| – \| \| 33. Woche 1 Woche \| 1 \| Separ feat. Raphael \| Zub za zub Michael Kmeť, Rafael Greco \| – \| |                                                                      |                                                                      | | |
| ← 2024 |                                                                      |                                                                      | | |
| Zeitraum | Wo. ges.                                                             | Interpret                                                            | Titel Autor(en) | Zusätzliche Informationen                                                                                        |
| (Zeitraum, Wochen auf Platz eins, Interpret, Titel, Autor[en], zusätzliche Informationen) |                                                                      |                                                                      | | |
| 51. Woche 2024 – 2. Woche 2025 4 Wochen (insgesamt 12) | 12                                                                   | Calin feat. Sofian Medjmedj                                          | Pistácie Călin Panfili, David Kopecký, El Mehdi Zeroual, Sofian Medjmedj | – |
| 3. Woche 1 Woche | 1                                                                    | Naughty Boy & Sam Smith                                              | La La La Al Hakam El Kaubaisy, Jonathan Charles Coffer, Frobisher Solomon Mbabazi, Shahid Khan, Samuel Frederick Smith, James John Napier, James Terence Murray, Mustafa Armando Ibrahim Omer | – |
| 4.–9. Woche 6 Wochen (insgesamt 12) | 12                                                                   | Calin feat. Sofian Medjmedj                                          | Pistácie Călin Panfili, David Kopecký, El Mehdi Zeroual, Sofian Medjmedj | – |
| 10. Woche 1 Woche | 1                                                                    | Kali feat. Karol Duchoň (prod. Peter Pann)                           | Pre vás hrám Original: Ján Štrasser, Peter Hanzely; zusätzlicher Text: Koloman Magyari | Das Lied Hrám aus den 1970ern von Duchoň bildet 40 Jahre nach seinem Tod die Grundlage dieses Nummer-eins-Hits . |
| 11. Woche 1 Woche (insgesamt 12) | 12                                                                   | Calin feat. Sofian Medjmedj                                          | Pistácie Călin Panfili, David Kopecký, El Mehdi Zeroual, Sofian Medjmedj | – |
| 12. Woche 1 Woche | 1                                                                    | Playboi Carti                                                        | Evil Jordan Jordan Terrell Carter | – |
| 13. Woche 1 Woche (insgesamt 12) | 12                                                                   | Calin feat. Sofian Medjmedj                                          | Pistácie Călin Panfili, David Kopecký, El Mehdi Zeroual, Sofian Medjmedj | – |
| 14.–16. Woche 3 Wochen | 3                                                                    | Separ                                                                | Aene Adam Dame, Michael Kmeť, Tomáš Lackó | – |
| 17.–23. Woche 7 Wochen (insgesamt 15) | 15                                                                   | Separ feat. French Montana & Peter Pann                              | Body to Body Karim Kharbouch, Michael Kmeť, Peter Mako | – |
| 24. Woche 1 Woche | 1                                                                    | Pil C & Luca Brassi10x feat. Karlo & G1nter                          | Studené srdce Musik: Martin Kubenka; Text: Lukáš Kajanovič, Luka Mašulovič, Juraj Čaba, G1nter                                                                                                | – |
| 25.–32. Woche 8 Wochen (insgesamt 15) | 15                                                                   | Separ feat. French Montana & Peter Pann                              | Body to Body Karim Kharbouch, Michael Kmeť, Peter Mako | – |
| 33. Woche 1 Woche | 1                                                                    | Separ feat. Raphael                                                  | Zub za zub Michael Kmeť, Rafael Greco | – |

## Alben
| ← 2024 ← | Liste der Nummer-eins-Hits in der Slowakei | Liste der Nummer-eins-Hits in der Slowakei | Liste der Nummer-eins-Hits in der Slowakei |                           |
| \| Zeitraum \| Wo. ges. \| Interpret \| Titel \| Zusätzliche Informationen \| \| (Zeitraum, Wochen auf Platz eins, Interpret, Titel, zusätzliche Informationen) \| \| \| \| \| \| ------------------------------------------------------------------------------ \| -------- \| ---------------------- \| -------------------------------- \| ------------------------- \| \| 1.–3. Woche 3 Wochen \| 3 \| Calin \| Bieber Fever Tour Life \| – \| \| 4.–5. Woche 2 Wochen (insgesamt 3) \| 3 \| Saul \| S.A.M.O. (Stále ale môžeme ožiť) \| – \| \| 6. Woche 1 Woche \| 1 \| The Weeknd \| Hurry Up Tomorrow \| – \| \| 7. Woche 1 Woche (insgesamt 3) \| 3 \| Saul \| S.A.M.O. (Stále ale môžeme ožiť) \| – \| \| 8.–10. Woche 3 Wochen (insgesamt 10) \| 10 \| Viktor Sheen \| Impostor Syndrom \| – \| \| 11. Woche 1 Woche \| 1 \| Lady Gaga \| Mayhem \| – \| \| 12.–13. Woche 2 Wochen \| 2 \| Playboi Carti \| Music \| – \| \| 14.–23. Woche 10 Wochen (insgesamt 18) \| 18 \| Separ \| Neviem \| – \| \| 24.–25. Woche 2 Wochen \| 2 \| Pil C & Luca Brassi10x \| Brat \| – \| \| 26.–33. Woche 8 Wochen (insgesamt 18) \| 18 \| Separ \| Neviem \| – \| |                                            |                                            |                                            |                           |
| ← 2024 |                                            |                                            |                                            |                           |
| Zeitraum | Wo. ges.                                   | Interpret                                  | Titel                                      | Zusätzliche Informationen |
| (Zeitraum, Wochen auf Platz eins, Interpret, Titel, zusätzliche Informationen) |                                            |                                            |                                            |                           |
| 1.–3. Woche 3 Wochen | 3                                          | Calin                                      | Bieber Fever Tour Life                     | –                         |
| 4.–5. Woche 2 Wochen (insgesamt 3) | 3                                          | Saul                                       | S.A.M.O. (Stále ale môžeme ožiť)           | –                         |
| 6. Woche 1 Woche | 1                                          | The Weeknd                                 | Hurry Up Tomorrow                          | –                         |
| 7. Woche 1 Woche (insgesamt 3) | 3                                          | Saul                                       | S.A.M.O. (Stále ale môžeme ožiť)           | –                         |
| 8.–10. Woche 3 Wochen (insgesamt 10) | 10                                         | Viktor Sheen                               | Impostor Syndrom                           | –                         |
| 11. Woche 1 Woche | 1                                          | Lady Gaga                                  | Mayhem                                     | –                         |
| 12.–13. Woche 2 Wochen | 2                                          | Playboi Carti                              | Music                                      | –                         |
| 14.–23. Woche 10 Wochen (insgesamt 18) | 18                                         | Separ                                      | Neviem                                     | –                         |
| 24.–25. Woche 2 Wochen | 2                                          | Pil C & Luca Brassi10x                     | Brat                                       | –                         |
| 26.–33. Woche 8 Wochen (insgesamt 18) | 18                                         | Separ                                      | Neviem                                     | –                         |